# Chapelle Notre-Dame-de-Grâce de Saméon
La chapelle Notre-Dame-de-Grâce est une chapelle catholique située à Saméon, en France.

## Localisation
La chapelle est située dans le département français du Nord, sur la commune de Saméon, au croisement de la rue du Vieux-Condé avec celle de Tournai. Elle a été construite à l'emplacement de l'ancienne église du village, détruite à la fin du XVIIIe siècle, et reconstruite plus d'un kilomètre au sud-est.